# Kungsschersmin
Kungsschersmin (Philadelphus pubescens) är en hortensiaväxtart som beskrevs av Jean Loiseleur-Deslongchamps. Enligt Catalogue of Life ingår Kungsschersmin i släktet schersminer och familjen hortensiaväxter, men enligt Dyntaxa är tillhörigheten istället släktet schersminer och familjen hortensiaväxter. Arten förekommer tillfälligt i Sverige, men reproducerar sig inte. Utöver nominatformen finns också underarten P. p. intectus.

## Bildgalleri

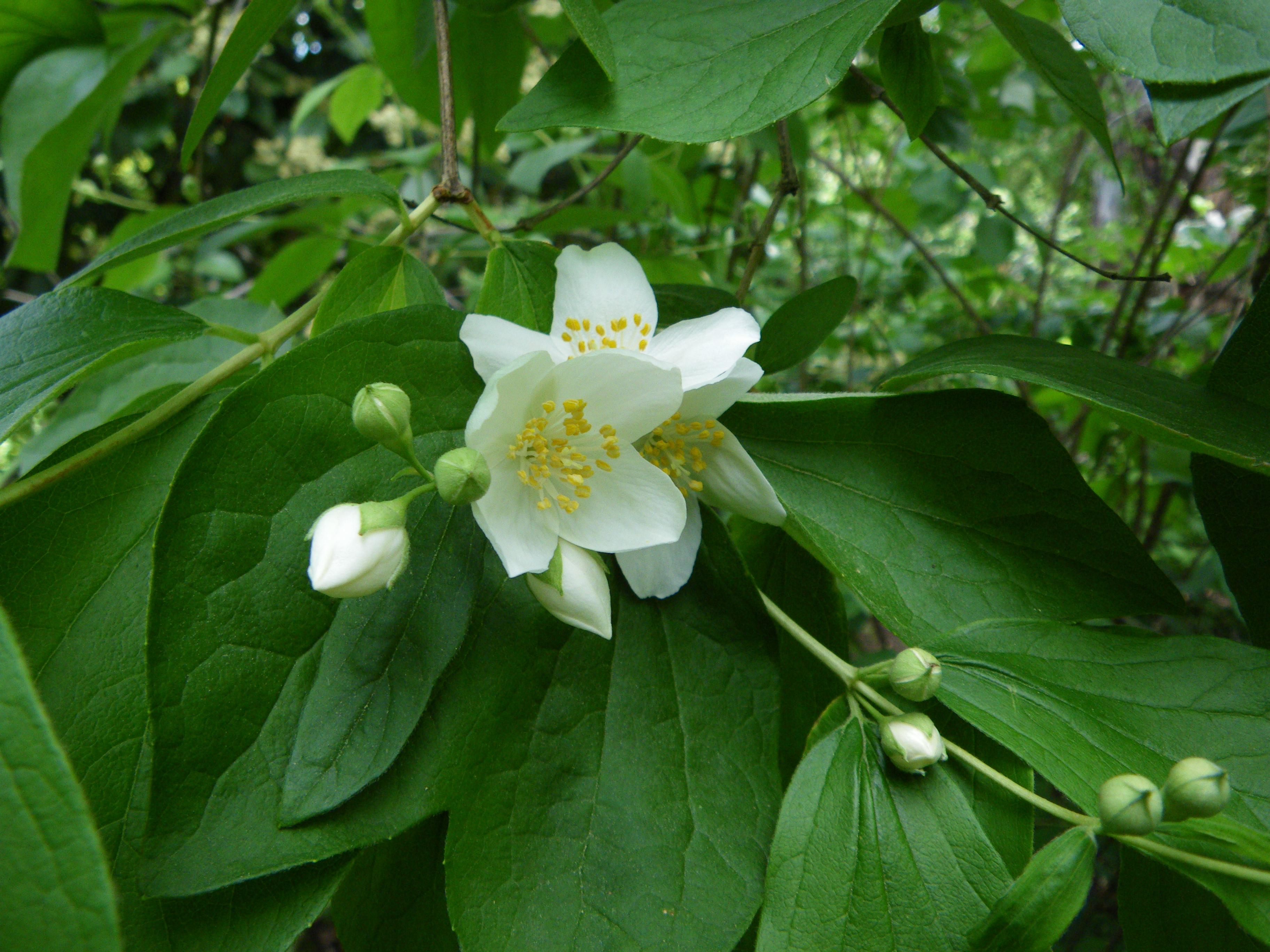
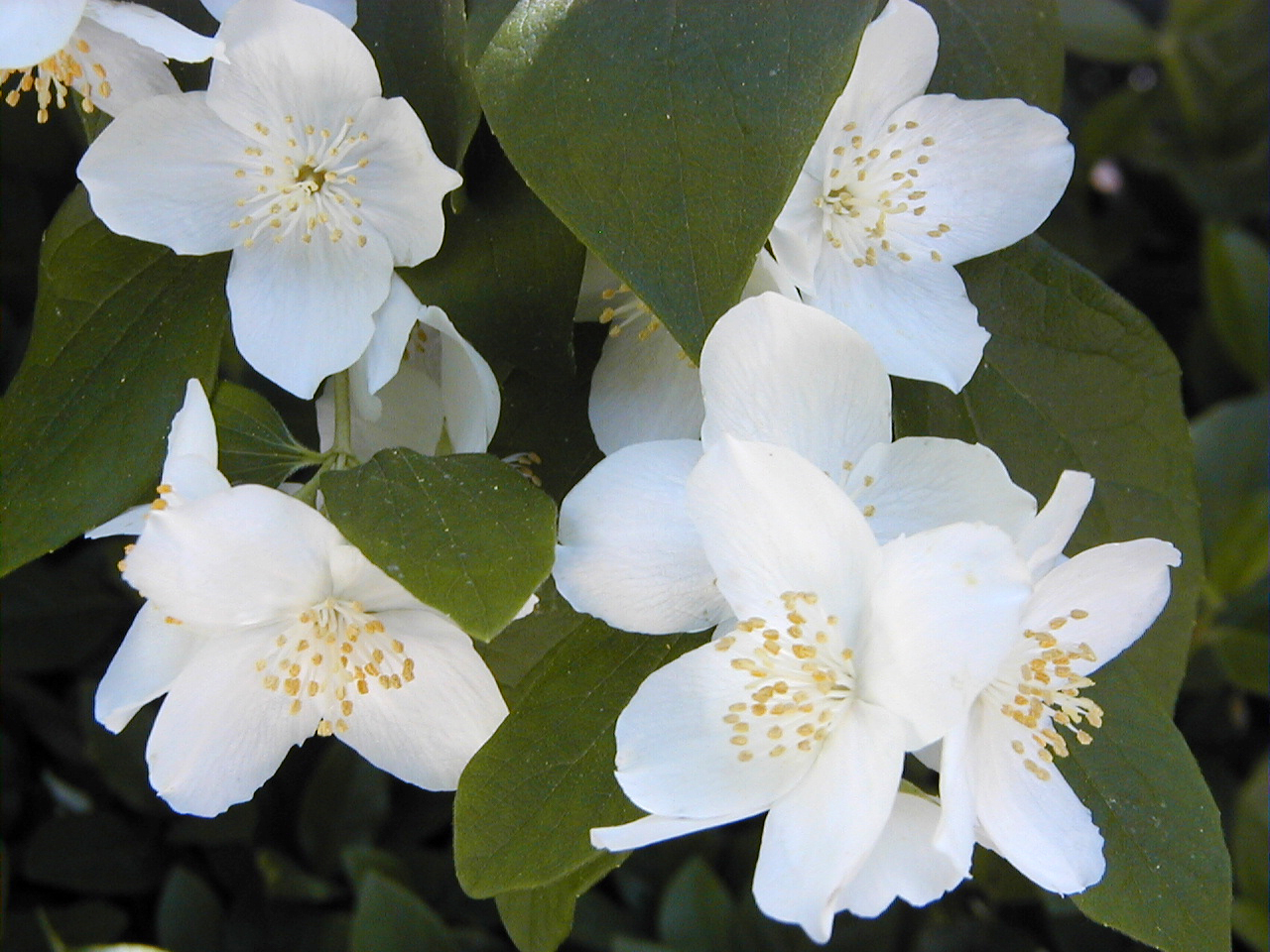